# Одинцов Володимир Євгенович
Володимир Євгенович Одинцов (18 листопада 1924, село Михальово, тепер Новосільського району Орловської області, Російська Федерація — 25 березня 2009, місто Москва, Російська Федерація) — радянський державний діяч, 1-й секретар Північно-Осетинського обласного комітету КПРС. Член ЦК КПРС у 1986—1989 роках. Депутат Верховної Ради Російської РФСР 8—9-го скликань. Депутат Верховної Ради СРСР 11-го скликання. Кандидат історичних наук (1961).

## Життєпис
У 1942—1943 роках — помічник начальника політичного відділу по комсомолу Нехаєвської машинно-тракторної станції (МТС) Сталінградської області.
У 1943—1946 роках — 2-й секретар, 1-й секретар районного комітету ВЛКСМ Сталінградської області. Закінчив Центральну комсомольську школу.
Член ВКП(б) з 1944 року.
У 1946—1947 роках — заступник завідувача організаційного відділу, в 1947—1950 роках — секретар Сталінградського обласного комітету ВЛКСМ. Закінчив Сталінградську обласну партійну школу.
У 1950—1954 роках — викладач Сталінградської обласної партійної школи, керівник лекторської групи, заступник завідувача відділу пропаганди і агітації Сталінградського міського комітету КПРС.
У 1953 році закінчив Сталінградський державний педагогічний інститут.
У 1957—1961 роках — слухач Академії суспільних наук при ЦК КПРС.
У 1961—1963 роках — завідувач відділу пропаганди і агітації Калмицького обласного комітету КПРС. У 1963—1965 роках — завідувач відділу організаційно-партійної роботи Калмицького обласного комітету КПРС.
У 1965—1970 роках — інструктор відділу організаційно-партійної роботи ЦК КПРС.
У грудні 1970 — 1979 року — 2-й секретар Дагестанського обласного комітету КПРС.
У 1979—1982 роках — завідувач сектора відділу ЦК КПРС.
15 січня 1982 — 26 листопада 1988 року — 1-й секретар Північно-Осетинського обласного комітету КПРС.
З листопада 1988 року — персональний пенсіонер союзного значення в Москві.
Помер 25 березня 2009 року в Москві (за іншими даними — в Махачкалі). Похований на Троєкуровському цвинтарі Москви.

## Нагороди і звання
- орден Леніна
- орден Жовтневої Революції
- два ордени Трудового Червоного Прапора
- орден «Знак Пошани»
- медалі